# 林漪娸
林漪娸（英語：Eyvonne Lam Yi Kei，1959年4月19日—），原名林綺雯，擁有加拿大國籍的香港女演員、節目主持及氣功治療師，現為無綫電視基本藝人合約藝員。1980年度香港小姐第四名，加入無綫電視至1984年，1986年重返無綫電視至今。曾參演處境喜劇包括《我愛玫瑰園》、《開心華之里》、《真情》、《皆大歡喜（古裝版）》、《皆大歡喜（時裝版）》、《誰家灶頭無煙火》、《愛·回家 (第一輯)》、《愛·回家 (第二輯)》及《愛·回家之開心速遞》，因參演多部處境喜劇而被人稱之為「處境劇女王」。

## 背景
林漪娸在九龍深水埗區長大，於八至九歲時搬到美孚新邨居住。她家中共有二兄一姊一弟，排行第四。其祖父帶有法國和中國血統，父親是一名經營成衣生意的商人。林漪娸曾就讀瑪利諾修院學校小學部及中學部，讀至十四歲中三時與胞姊一起被家人送到英國伯恩茅斯Boscombe Convent School留學。直至二十歲時獲得表姐鼓勵回港參加香港小姐競選。此前，她正在英國 Bournemouth and Poole College 修讀商科課程。本來有意回港協助父親經營成衣生意。之後因參加香港小姐競選而加入娛樂圈。而父親則於1990年代在加拿大經營哥爾夫球事業，林一度順從父親意願赴加學習做生意。
1980年，林漪娸以原名「林綺雯」參加1980年度香港小姐競選，奪得第四名，並憑著參選而入行。加入無綫電視後獲安排，接受獨立藝員訓練和接拍其首部電視劇集《衝擊》。另一方面接替黃淑儀擔任《K-100》主持。至1984年，基於隨家人移民加拿大定居和經營飾物店，於是在同年8月起離開電視台。《香港早晨》為其當年的暫別演出。留加期間曾獲得名譽市民獎，亦加入過多倫多加拿大中文電視台（1985年年底離開），製作兼拍攝短劇與社區節目。1986年礙於不適應個人生活而重返無綫電視至今。她其後在1988年接受父親找來的風水師建議，改了「林漪雯」一藝名。往後再改作「林漪娸」。同期，即大約1986年至1987年起參與馬來西亞山水影視製作公司的錄影帶拍攝工作。返回香港生活之後經營過麵店。
林漪娸參演多部電視劇，由於演技精湛而大獲好評，包括首部担正電視劇生锈橋王、《真情》中的「李小梅」、《皆大歡喜 (古裝版)》的「雲影姬」、《皆大歡喜 (時裝版)》中的「雲影姬」、《ID精英》的「汪明慧」、《老友狗狗》中的「陳美蓮」、《宮心計》里的「孫家碧」、處境喜劇《誰家灶頭無煙火》中的「孫瑪利」及《愛·回家》等。林漪娸於《愛·回家 (第一輯)》擔任第一女主角，並與年輕十五歲的徐榮合演夫妻。另外，林漪娸曾憑《皆大歡喜》系列的「雲影姬」一角獲提名《萬千星輝賀台慶》的「本年度我最喜愛的女主角」及「本年度我最喜愛的拍檔（戲劇組）」。2002年與梅小惠、趙學而和陳彥行在萬千星輝賀台慶2002一同奪得後者。2011年，林漪娸憑著處境喜劇《誰家灶頭無煙火》中飾演的「孫瑪利」一角，獲提名《2011年萬千星輝頒獎典禮》「最佳女配角」。此外，她由入行到現在未曾四處登台唱歌，因為她無法記住歌詞。每當有商業邀請出現時，她都只能夠婉拒。除了當藝人，因曾向歐陽佩珊學習氣功多年，所以亦以氣功治療師作副業。

## 家庭生活
林漪娸已婚。1984年曾計劃與任職牙醫的圈外人在加拿大結婚。雙方雖已訂婚，不過最終分開了，而林回到香港生活後認識了前高級警司譚德榮，並於1999年結婚。兩人協議不生育。

## 演出作品

### 電視劇（無綫電視）
| 劇名                   | 角色                      |
| ---------------------- | ------------------------- |
| 1981年                 |                           |
| 衝擊                   | 顧品湘                    |
| 千王群英會             | 樂綺眉                    |
| 1982年                 |                           |
| 荊途                   | 品冬妮                    |
| 星塵                   | 沈莎莎                    |
| 萬水千山總是情         | 阮美娟                    |
| 1983年                 |                           |
| 三相逢                 | 翁靜怡                    |
| 勇者福星               | 端木愛芝                  |
| 1986年                 |                           |
| 哥哥的女友             | Eva                       |
| 1987年                 |                           |
| 錯愛                   |                           |
| 摘仙記                 | 雷芷苓                    |
| 1988年                 |                           |
| 絕代雙驕               | 憐星宮主                  |
| 名門                   | 華碧馨（二太太）          |
| 大茶園                 | 羽亦姿                    |
| 誓不低頭               | 許淑賢 (辯方律師)         |
| 1989年                 |                           |
| 無冕急先鋒             | 師雪芳（Jean）            |
| 殭屍兵團               | 晶 晶                     |
| 他來自江湖             | 李少筠（Yvonne）          |
| 1990年                 |                           |
| 我本善良               | 方 菱                     |
| 午夜太陽               | Rosa                      |
| 1991年                 |                           |
| 我愛玫瑰園             | 趙劍笙                    |
| 三八佳人               | 簡 靜                     |
| 1992年                 |                           |
| 我愛牙擦蘇             | 吳三貴                    |
| 血璽金刀               | 花忘憂                    |
| 三喜臨門               | Miss方                    |
| 大賭場                 | 杜家煒                    |
| 1993年                 |                           |
| 壹號皇庭II             | 林學宜（Doris）           |
| 開心華之里             | 何淑瓊（寶嫂）            |
| 1994年                 |                           |
| 壹號皇庭III            | 林學宜（Doris）           |
| 1995年                 |                           |
| O記實錄                | 余靖允（Rita）            |
| 真情                   | 李小梅                    |
| 壹號皇庭IV             | 林學宜（Doris）           |
| 刑事偵緝檔案           | 雷肖鳳（Madam）           |
| 刑事偵緝檔案II         | 雷肖鳳（Madam）           |
| 1996年                 |                           |
| O記實錄II              | 余靖允（Rita）            |
| 天地男兒               | 江嘉玲                    |
| 1997年                 |                           |
| 壹號皇庭V              | 林學宜（Doris）           |
| 刑事偵緝檔案III        | 雷肖鳳（Madam）           |
| 1999年                 |                           |
| 雙面伊人               | 方德貞                    |
| 2000年                 |                           |
| 妙手仁心II             | 李伊華（Eva）             |
| 2001至2002年           |                           |
| 皆大歡喜 (古裝電視劇)  | 雲影姬（殭屍）            |
| 2002年                 |                           |
| 法網伊人               | 張麗芳                    |
| 2003至2005年           |                           |
| 皆大歡喜 (時裝電視劇)  | 雲影姬（Kitty、愛恩斯坦） |
| 2004年                 |                           |
| 妙手仁心III            | 李伊華（Eva）             |
| 2006年                 |                           |
| 樓住有情人             | 康 澄                     |
| 賭場風雲               | 田玉蘭                    |
| 愛情全保               | 羅 太                     |
| 2007年                 |                           |
| 突圍行動               | 李淑玲                    |
| 迎妻接福               | 如 意                     |
| 寫意人生               | 廖小冰                    |
| 建築有情天             | 郭詠湘（Lois）            |
| 2008年                 |                           |
| 原来爱上贼             | Flora                     |
| Click入黃金屋          | 宋書琦                    |
| 2009年                 |                           |
| ID精英                 | 汪明慧                    |
| 宮心計                 | 孫家碧（萬夫人）          |
| 美麗高解像             | 藍筱蘭（Lena）            |
| 老友狗狗               | 陳美蓮（發嫂、蟹妖蓮）    |
| 2010年                 |                           |
| 五味人生               | 冷如冰                    |
| 2011年                 |                           |
| 隔離七日情             | 錢家燕（Christina）       |
| 女拳                   | 唐乙鳳                    |
| 誰家灶頭無煙火         | 孫瑪利（Mary）            |
| 2012至2015年           |                           |
| 愛·回家 (第一輯)       | 勞麗嫦（當家、Diana）     |
| 2013年                 |                           |
| 上海傳奇               | 吳 萍                     |
| 2015至2016年           |                           |
| 愛·回家 (第二輯)       | 勞麗嫦（Diana）           |
| 2017年                 |                           |
| 燦爛的外母             | 司徒丹丹                  |
| 2019年至今             |                           |
| 愛·回家之開心速遞      | Ceci（朗拿度夫人）        |
| 2020年                 |                           |
| C9特工                 | 孫 太                     |
| 2021年                 |                           |
| 七公主                 | 歐陽太                    |
| 異搜店                 | 韋謝美嫦                  |
| 2023年                 |                           |
| 黃金萬両               | 余春嬌                    |
| 寵愛Pet Pet            | 尹玉紅                    |
| 2024年                 |                           |
| 法證先鋒6 倖存者的救贖 | 李王愛蓮                  |
| 奔跑吧！勇敢的女人們   | 邱梁嫦可                  |
| 2025年                 |                           |
| 痞子無間道             | 徐 扁                     |

### 電影
- 1981年：大控訴
- 1988年：又見冤家
- 1993年：飛越謎情 飾 Cat
- 1995年：懮能傷心 飾 阿夢
- 1997年：白玫瑰 飾 阮倩虹
- 1998年：女人像草 飾 花樣莉
- 2000年：車月國 飾 國王
- 2000年：前方 飾 馬露
- 2000年：懮能傷心II 飾 許淑賢
- 2005年：開心果 飾 劉開開
- 2009年：八婆閉嘴 飾 清潔工人
- 2009年：72家租客 飾 女警
- 2010年：葉問2 飾 師娘
- 2012年：2012我爱HK 喜上加囍 飾 佟佳云云
- 2018年：中英街1號

### 其他演出
- 1982年：執法者〈夜行軍〉飾 何幫辦（香港電台）
- 2012年：積金你話事（無綫電視）[26]

### 節目主持
- 1980年：K-100
- 1983年至1984年：香港早晨
- 1996年：奇程萬里 塞內加爾篇

### 綜藝節目
- 2005年：《繼續無敵獎門人》
- 2006年：《百法百眾》
- 2008年：《鐵甲無敵獎門人》
- 2008年：《亮相》
- 2010年：《超級遊戲獎門人》
- 2012年：《千奇百趣東南亞》
- 2013年：《超級無敵獎門人 終極篇》
- 2014年：《吾淑吾食》
- 2017年：《新春開運王》（第二輯）
- 2017年：《馬家開飯》
- 2017年：《千奇百趣特工隊》
- 2017年：《流行經典50年》
- 2017年：《馬家過聖誕》
- 2018年：《家燕姐全民皆Friend 60年》
- 2019年：《PARK YOHO週末速遞》
- 2022年：《金虎獻瑞耀保良》

## 政府宣傳片
- 2014年：屋宇署強制驗窗計劃廣告

## 廣告
- 2014年：養吾堂天喜丸
- 2014年：LightMAC Light Me Up 全效面部療程
- 2015年：三星電子曲面新視野機面反光電視
- 2015年：添寧復健尿褲
- 2017年：圓玄福蔭同享計劃
- 2018年：念妍方黑糖四物膏
- 2022年：美國Nayclas麗康迦南

## 獎項及提名
| 年份   | 頒獎典禮               | 獎項                           | 劇集                   | 角色   | 結果 |
| ------ | ---------------------- | ------------------------------ | ---------------------- | ------ | ---- |
| 1998年 | 1998年度杭州國際電影節 | 最佳女配角                     | 《女人像草》           | 花樣莉 | 獲獎 |
| 2001年 | 2001年度萬千星輝賀台慶 | 本年度我最喜愛的拍檔（戲劇組） | 《皆大歡喜（古裝版）》 | 雲影姬 | 提名 |
| 2002年 | 2002年度萬千星輝賀台慶 | 本年度我最喜愛的拍檔（戲劇組） | 《皆大歡喜（古裝版）》 | 雲影姬 | 獲獎 |
| 2002年 | 2002年度萬千星輝賀台慶 | 本年度我最喜愛的女主角         | 《皆大歡喜（古裝版）》 | 雲影姬 | 提名 |
| 2003年 | 2003年度萬千星輝賀台慶 | 本年度我最喜愛的女主角         | 《皆大歡喜（時裝版）》 | 雲影姬 | 提名 |
| 2004年 | 2004年度萬千星輝賀台慶 | 本年度我最喜愛的女主角         | 《皆大歡喜（時裝版）》 | 雲影姬 | 提名 |
| 2004年 | 2004年度萬千星輝賀台慶 | 本年度我最喜愛的拍檔（戲劇組） | 《皆大歡喜（時裝版）》 | 雲影姬 | 提名 |
| 2011年 | 萬千星輝頒獎典禮2011   | 最佳女配角                     | 《誰家灶頭無煙火》     | 孫瑪利 | 提名 |
| 2022年 | 萬千星輝頒獎典禮2022   | 最佳女配角                     | 《異搜店》             | 謝美嫦 | 提名 |
| 2022年 | 萬千星輝頒獎典禮2022   | 最受歡迎電視女角色             | 《異搜店》             | 謝美嫦 | 提名 |
| 2023年 | 萬千星輝頒獎典禮2023   | 最佳女配角                     | 《愛·回家之開心速遞》  | Ceci   | 提名 |

## 爭議
林漪娸曾經被指與《愛回家》劇組多名演員，包括徐榮及郭少芸不和，當中有人指控林漪娸自恃與無綫高層曾勵珍相熟，私自調動檔期，又在拍戲時交行貨。雖然之後大家否認，但林漪娸承認拍完劇大家未必多見。

## 外部連結
- 林漪娸的Facebook專頁
- 林漪娸的新浪微博
- 林漪娸的Instagram帳戶